# Oxyoppia vtorovi
Oxyoppia vtorovi är en kvalsterart som först beskrevs av Rjabinin 1987.  Oxyoppia vtorovi ingår i släktet Oxyoppia och familjen Oppiidae. Inga underarter finns listade i Catalogue of Life.